# Ocalemia carpo
Ocalemia carpo là một loài bọ cánh cứng trong họ Cerambycidae.